# (325558) Guyane
(325558) Guyane est un astéroïde de la ceinture principale.

## Description
(325558) Guyane est un astéroïde de la ceinture principale. Il fut découvert le 24 septembre 2009 à Tzec Maun par Erwin Schwab. Il présente une orbite caractérisée par un demi-grand axe de 3,15 UA, une excentricité de 0,07 et une inclinaison de 13,9° par rapport à l'écliptique.

## Compléments